# Emilio Spaziante
Emilio Spaziante (Caserta, 14 maggio 1952) è un generale italiano della Guardia di Finanza, di cui è stato il comandante in seconda dall'11 febbraio al 4 settembre 2013.
Arrestato nel 2014 in relazione alla vicenda del MOSE, è stato condannato a quattro anni di carcere e una confisca di 500 mila euro.

## Biografia
Entrò nella Guardia di Finanza il 2 ottobre 1970.
Laureato in giurisprudenza e in scienze della sicurezza economico-finanziaria, ha in seguito conseguito il master in diritto tributario dell'impresa presso l'Università Bocconi di Milano. Ha tenuto lezioni alla Scuola di polizia tributaria della Guardia di Finanza ed è stato docente di materie giuridiche presso l'Accademia della Guardia di Finanza, la Scuola sottufficiali e presso la Scuola superiore di polizia.
La sua carriera nella Guardia di Finanza ha incluso il ruolo di capo del II Reparto del comando generale (l'intelligence della Guardia di Finanza), comandante regionale della Lombardia, capo di stato maggiore del comando generale, vicedirettore del Dipartimento delle informazioni per la sicurezza, comandante del Comando interregionale dell'Italia centrale e del Comando aeronavale centrale.
Dall'11 febbraio al 4 settembre 2013, è stato comandante in seconda della Guardia di Finanza, ultimo incarico prima di lasciare il servizio ed essere arrestato nel 2014 in seguito alle indagini sul MOSE.
È stato inoltre membro della Commissione consultiva per la riscossione operante presso l'Agenzia delle entrate e del Comitato di sicurezza finanziaria, nonché membro del Comitato di redazione della Rivista della Guardia di Finanza e autore di numerosi articoli per riviste specializzate in materia fiscale.

## Procedimenti giudiziari
Spaziante era stato messo sotto indagine una prima volta nel 2004 per una fuga di notizie legata a un'indagine sui bilanci della Salini Impregilo, ma la sua posizione fu poi archiviata. Nel 2011 il suo nome spuntò fuori nell'inchiesta sui finanziamenti al giornale L'Avanti! di Valter Lavitola: secondo le intercettazioni dell'epoca, il faccendiere di Salerno avrebbe perorato presso l'ex presidente del consiglio Silvio Berlusconi la nomina di Spaziante a numero due delle Fiamme gialle. Arrestato nel 2014 nell'ambito dell'inchiesta sul MOSE. In un filone stralciato a Milano aveva patteggiato (4 anni). Condannato dalla Corte dei Conti a risarcire la Guardia di Finanza con un milione di euro, in quanto, con le sue nefandezze ha disonorato il Corpo.